# Série de Humphreys
Em física atómica, a série de Humphreys é a designação de um conjunto de seis séries com nome próprio descrevendo as linhas de espectro do átomo de hidrogênio, que foi descoberta por Curtis J. Humphreys em 1953. Na série de Humphreys, o espectro do hidrogénio espelha a emissão de fotões na zona infra-vermelha por electrões excitados em transição para o nível de energia descrito pelo número quântico principal n igual a 6. Principia em 12368 nm e aparece até 3281,4 nm.
| n                        | 7     | 8    | 9    | 10   | 11   | 12   | 13   | 14   | 15   | 16   | 17   | {\displaystyle \infty } |
| Comprimento de onda (nm) | 12368 | 7503 | 5905 | 5129 | 4673 | 4374 | 4171 | 4021 | 3908 | 3819 | 3749 | 3281                    |

Embora esta seja a última série designada por nome próprio, existem também séries para as transições das linhas das séries n=6, n=7, n=8, n=9 e n=10.
As outra cinco séries do espectro do Hidrogênio designadas por nome são: Série de Lyman, Série de Balmer, Série de Paschen, Série de Brackett e Série de Pfund